# Yueyang
Yueyang, tidigare känd som Yochow, är en stad på prefekturnivå i Hunan-provinsen i Kina. Staden är belägen vid Dongting-sjön i den norra delen av provinsen omkring 130 kilometer norr om provinshuvudstaden Changsha.
Stadens populäraste attraktion är Yueyang-tornet som överblickar sjön och som blivit föremål för många litterära referenser.

## Historia
Det område som i dag kallas Yueyang har varit bebott i över 3 000 år. År 210, det vill säga under de tre kungadömenas tid, etablerades en prefektur här under namnet Hanchang.
Under Songdynastin (960–1279) var staden starkt befäst med en stadsmur som mätte 6,4 kilometer i omkrets och blev säte för den militära prefekturen Yueyang, varifrån orten fått sitt nuvarande namn. Staden intogs i december 1852 av Taipingupproret, vilket var en viktig milstolpe i rebellernas frammarsch i Yangtzedalen mot Nanking.
1899 öppnades Yueyang för utrikeshandel enligt ett kejserligt påbud och orten blev då känd som Yochow.

## Administration
Prefekturen Yueyang indelas i ett stadsdistrikt, två särskilda distrikt, två städer på häradsnivå och fyra härad:
- Stadsdistriktet Yueyanglou 岳阳楼区
- Stadsdistriktet Junshan 君山区
- Stadsdistriktet Yunxi 云溪区
- Häradet Yueyang 岳阳县
- Häradet Huarong 华容县
- Häradet Xiangyin 湘阴县
- Häradet Pingjiang 平江县
- Staden Linxiang 临湘市
- Staden Miluo 汨罗市

## Klimat
Genomsnittlig årsnederbörd är 1 793 millimeter. Den regnigaste månaden är maj, med i genomsnitt 260 millimeter nederbörd, och den torraste är januari, med 49 millimeter nederbörd.>

## Vänorter
- Numazu, Japan (1985)
- Titusville, USA (1988)
- Castlegar, Kanada (1992)
- Stara Zagora, Bulgarien (1992)
- Cockburn, Australien (1998)
- Cupertino, USA (2005)
- Salinas, USA (2010)